# NGC 7789
NGC 7789 هي مجرة تتبع كوكبة ذات الكرسي. اكتشفها كارولين هيرشل في 1783.

## روابط خارجية
- NGC 7789 على موقع ويكي سكاي: DSS2, SDSS, GALEX, IRAS, Hydrogen α, X-Ray, Astrophoto, Sky Map, Articles and images